# Lotte Laserstein
Lotte Meta Ida Laserstein, född 28 november 1898 i Preußisch Holland i Tyskland (nu Pasłęk i Polen), död 21 januari 1993 i Kalmar, var en tysk-svensk målare. 

## Biografi
Lotte Laserstein, som var av judisk härkomst, föddes i Ostpreussen. Fadern, apotekaren Hugo Laserstein, dog redan 1902 och hon växte upp hos sin mor Meta, född Birnbaum, och mormor i  Danzig och Berlin. 
Lotte Laserstein gick ut konstskolan Vereinigte Staatsschulen für freie und angewandte Kunst i Berlin 1927 och blev snabbt uppmärksammad för sitt porträttmåleri. Hon fick stora framgångar, men i och med nazisternas maktövertagande 1933 avbröts hennes lovande karriär. Hon förlorade sitt medlemskap i den kvinnliga konstnärsföreningen i Berlin, Verein der Berliner Künstlerinnen, och fick inte heller tillträde till den nybildade och allenarådande riksorganisationen för konstnärer, Reichskammer der bildanden Künste, på grund av sin judiska tillhörighet. För Laserstein blev det omöjligt att utöva sitt yrke offentligt i Tyskland. Berlins stad hade sedan 1927 en målning av henne i sin ägo, Im Gasthaus (In der Bar). Denna beslagtogs av Propagandaministeriet 1937 i egenskap av så kallad Entartete Kunst, men överlevde kriget, på kommission hos betrodda  konsthandlare. Målningen såldes senast 2012 på auktionshuset i München för 110 000 euro till en privatperson.
Tack vare en inbjudan från galleristerna och systrarna Alice Lagerbjelke och Signe Schultz att göra en utställning på Galerie Moderne i Stockholm 1937 öppnades en möjlighet för henne att lämna Tyskland. Systrarnas inbjudan skulle visa sig rädda Lasersteins liv. Genom att 1938 ingå ett skenäktenskap med Sven Jacob Mareus (1876–1940) kunde konstnären därefter bli svensk medborgare och stanna i Sverige. Hon var först bosatt i Stockholm och senare i Kalmar. Hennes mor dog 1943 i koncentrationslägret Ravensbrück efter att ha nekats inresetillstånd till Sverige.
Laserstein fortsatte att måla även efter flykten till Sverige. Hon etablerade sig som porträttmålare och utförde ett stort antal representativa och karaktäristiska porträtt för offentlig miljö och privata hem av bland andra Natanael Beskow, Torgny Segerstedt, Margit Silfversvärd, Hilding Rosenberg, Ruben Wagnsson, Pehr Edwall, Elsa Trolle-Wachtmeister, Erik Trolle, Alice Lagerbjelke, Magnus Lagerbjelke, Signe Schultz och Gillis Hammar. Hon gjorde även stora grupporträtt, till exempel den nedan nämnda "Abend über Potsdam", och anonyma människostudier. Med ett porträtt föreställande konstnären Elsa Backlund-Celsing är hon representerad i Statens porträttsamling på Gripsholm. Utöver personporträtt ägnade hon sig också åt landskapsmåleri.
Lotte Laserstein tilldelades Kalmar kommuns kulturpris 1977. Sedan 1952 hade hon sitt sommarhem i Strandtorpshage i Räpplinge socken på Öland. 
Utställningar i London 1987 innebar början på en internationell återupptäckt av hennes konstnärskap. Två prestigefyllda Londongallerier ställde ut hennes verk under titeln: "Lotte Laserstein: Paintings and Drawings from Germany and Sweden, 1920–1970".
Hon avled 1993 och är gravsatt på Räpplinge kyrkogård på Öland.

## Eftermäle
År 2003 fick hon en förnyad uppmärksamhet också i Tyskland genom en utställning på Ephraim-Palais(de) i Berlin. För den tyska utställningen och dess katalog svarade Anna-Carola Krausse som också skrivit sin doktorsavhandling om henne samt en presentation av hennes liv och verk. "Meine einzige Wirklichkeit" var temat för Berlinutställningen, ett citat från Lotte Laserstein som såg konsten som den verklighet hon levde i och för.
Sedan kom återupptäckten i Sverige, först i form av en minnesutställning på Kalmar konstmuseum 2004 och därefter på Judiska Museet. ”Sternverdunkelung” var museets utställning om henne och Nelly Sachs, som båda tvingades i exil på grund av sin judiska etnicitet. Senare följde en utställning i Bror Hjorths hus i Uppsala. År 2023–2024 visade Moderna museet Ett delat liv, en större separatutställning med henne.
År 2007 fick Lotte Laserstein en gata uppkallad efter sig i stadsdelen Schöneberg i Berlin.
Hon har på senare tid fått en bred internationell uppmärksamhet, bland annat sedan hennes främsta verk, den stora målningen Kväll över Potsdam (1930), den 2 juni 2010 såldes på Sotheby's i London för 421 250 pund (cirka 4,85 miljoner svenska kronor). Sedan dess ingår målningen i samlingarna vid Neue Nationalgalerie i Berlin.
Laserstein är också representerad vid Örebro läns museum, Kalmar konstmuseum, Moderna museet och Nationalmuseum samt Judiska Museet i Stockholm.